# Tomelópez
Tomelópez es una localidad del estado mexicano de Guanajuato. Es parte del municipio de Irapuato.

## Demografía
| Gráfica de evolución demográfica |
|                                  |

| Censo | Población |
| ----- | --------- |
| 1900  | 527       |
| 1910  | 650       |
| 1921  | 350       |
| 1930  | 337       |
| 1940  | 523       |
| 1950  | 622       |
| 1960  | 811       |
| 1970  | 1 084     |
| 1980  | 1 221     |
| 1990  | 1 554     |
| 2000  | 1 820     |
| 2010  | 2 355     |
| 2020  | 2 325     |